# Ramosignathos inconspicuella
Ramosignathos inconspicuella är en fjärilsart som beskrevs av Boris Ivan Balinsky 1994. Ramosignathos inconspicuella ingår i släktet Ramosignathos och familjen mott. Inga underarter finns listade i Catalogue of Life.